# Rumeysa Aredba
Rumeysa Aredba, död 1927, var en osmansk memoarskrivare. 
Hon var kusin och kalfa (hovdam) till sultanhustrun Emine Nazikeda och är känd för sina memoarer, som beskriver livet vid det osmanska hovet under dess sista år. 